# Giải Panofsky
Giải Panofsky là một giải thưởng hàng năm dành cho các nhà khoa học trên khắp thế giới có những thành tựu xuất sắc trong khoa Vật lý hạt. Giải này do Phân ban Vật lý hạt của Hội Vật lý Hoa Kỳ và các bạn của giáo sư Wolfgang Panofsky ở Đại học Stanford lập ra từ năm 1985. Giải thưởng là khoản tiền 10.000 dollar Mỹ.

## Những người đoạt giải
Nguồn: American Physical Society
- 2015:  Stanley G. Wojcicki
- 2014:  Kam-Biu Luk, Yifang Wang
- 2013:  Blas Cabrera, Bernard Sadoulet
- 2012:  Bill Atwood
- 2011:  Doug Bryman, Laurence Littenberg, Stew Smith
- 2010:  Eugene Beier
- 2009:  Aldo Menzione, Luciano Ristori
- 2008:  George Cassiday, Pierre Sokolsky
- 2007:	Bruce Winstein, Heinrich Wahl, Italo Mannelli
- 2006:	John Jaros, Nigel Lockyer, William T. Ford
- 2005:	Piermaria J. Oddone
- 2004:	Arie Bodek
- 2003:	William J. Willis
- 2002:	Masatoshi Koshiba, Takaaki Kajita, Yoji Totsuka
- 2001:	Paul Grannis
- 2000:	Martin Breidenbach
- 1999:	Edward H. Thorndike
- 1998:	David Robert Nygren
- 1997:	Henning Schröder, Yuri Mikhailovich Zaitsev
- 1996:	Gail G. Hanson, Roy Frederick Schwitters
- 1995:	Frank J. Sciulli
- 1994:	Thomas J. Devlin, Lee G. Pondrom
- 1993:	Robert B. Palmer, Nicholas P. Samios, Ralph P. Shutt
- 1992:	Raymond Davis, Jr., Frederick Reines
- 1991:	Gerson Goldhaber và Francois Pierre[1]
- 1990:	Michael S. Witherell
- 1989:	Henry W. Kendall, Richard E. Taylor, Jerome Isaac Friedman
- 1988:	Charles Y. Prescott